# Hinge
Hinge (englisch für Scharnier) ist eine Online-Dating-App, die potenzielle Partner mithilfe eines Algorithmus vorschlägt. Nutzer können diese Vorschläge entweder ablehnen oder eine Verbindung herstellen, indem sie auf bestimmte Profilinhalte reagieren. Die App legt dabei besonders großen Wert darauf, dass Nutzer Inhalte in verschiedenen Formaten wie Fotos, Videos und „Prompts“ hochladen, um ihre Persönlichkeit und ihr Aussehen zu präsentieren. Seit Februar 2019 ist Hinge vollständig im Besitz der Match Group.

## Übersicht
Im Jahr 2011 gründeten Justin McLeod, der Gründer und CEO, zusammen mit Frances Haugen und ihrem Team den Dienst Secret Agent Cupid. Dieser Service  nutzte Facebook, um Nutzern zu ermöglichen, heimliche Schwärmereien unter ihren Freunden zu offenbaren. Aus dieser Idee heraus entwickelte sich 2012 die mobile Anwendung Hinge, die im Februar 2013 offiziell startete. Hinge wurde dabei als eine App für ernsthafte Beziehungen konzipiert und verzichtete deshalb auf oberflächliche Wischaktionen wie bei Tinder. In einer finanziell sehr kritischen Phase setzte McLeod einen Großteil des verbleibenden Unternehmensvermögens auf eine Launch-Party in Washington, D.C., die letztlich die Rettung und weitere Finanzierung des Unternehmens sicherte.
Im Jahr 2017 erlangte Hinge besondere Aufmerksamkeit, da es häufiger als jede andere Dating-App in der Hochzeitssektion der New York Times erwähnt wurde. Mit der Einführung von Hinge Matchmaker im September 2017, zielte das Unternehmen darauf ab, Online-Dating auch für diejenigen attraktiv zu machen, die bisher noch keine Dating-Apps genutzt hatten. Im selben Monat beteiligte sich die Match Group an Hinge und übernahm bis Anfang 2019 alle verbleibenden Anteile. Unter der Leitung der Match Group wuchs der Umsatz von Hinge von 8 Millionen Dollar im Jahr 2018 auf 284 Millionen Dollar im Jahr 2022. Der Kauf durch die Match Group wurde jedoch von vielen Kartellrechtlern als ein Zeichen zunehmender Monopolisierung in der Datingbranche kritisiert.
Die Popularität der App stieg sprunghaft an, als 2019 der damalige US-Präsidentschaftskandidat Pete Buttigieg verkündete, dass er seinen Ehemann auf Hinge kennengelernt hatte. Im gleichen Jahr gründete das Unternehmen die Hinge Labs, um erfolgreiche Matches zu analysieren und den Kompatibilitätsalgorithmus sowie weitere App-Funktionen zu verbessern. CNET kürte Hinge als eine der besten Dating-Portale für 2021. Im Oktober 2021 wurde eine Sprachnachrichten-Funktion zur App hinzugefügt.
Bis 2023 verzeichnete Hinge rund 23 Millionen aktive Nutzer. Ende des dritten Quartals 2023 stieg die Zahl der zahlenden Nutzer auf 1,3 Millionen – ein Wachstum von 33 % im Vergleich zum Vorjahr. Im ersten Quartal 2024 erhöhte sich die Zahl der zahlenden Nutzer weiter auf 1,4 Millionen, was einen Anstieg von 31 % gegenüber dem Vorjahresquartal entspricht, und erzielte einen Umsatz von 124 Millionen Dollar.